# David di Donatello per il miglior suono
Il David di Donatello per il miglior suono è un premio cinematografico assegnato annualmente nell'ambito dei David di Donatello, a partire dall'edizione del 2017.
Nato nell'edizione del 1987 come David di Donatello per il miglior fonico di presa diretta, dall'edizione del 2017 si chiama David di Donatello per il miglior suono così che il premio faccia riferimento a tutti i tecnici del suono.

## Vincitori e candidati

### Miglior fonico di presa diretta

#### Anni 1980
- 1987
  - Raffaele De Luca - Regalo di Natale
  - Fabio Ancillai - La famiglia
  - François Waledisch - La coda del diavolo
- 1988
  - Raffaele De Luca - Ultimo minuto
  - Franco Borni - Domani accadrà
  - Benito Alchimede - Io e mia sorella
- 1989
  - Candido Raini - Mignon è partita
  - Tommaso Quattrini - Mery per sempre
  - Remo Ugolinelli - Il piccolo diavolo

#### Anni 1990
- 1990
  - Remo Ugolinelli - Porte aperte
  - Franco Borni - Palombella rossa
  - Tiziano Crotti - Turné
  - Raffaele De Luca - Storia di ragazzi e di ragazze
  - Remo Ugolinelli - Piccoli equivoci
- 1991
  - Tiziano Crotti (ex aequo) - Mediterraneo
  - Remo Ugolinelli (ex aequo) - Ultrà
  - Franco Borni - Il portaborse
  - Franco Borni - La stazione
  - Tommaso Quattini - Ragazzi fuori
- 1992
  - Gaetano Carito - Il muro di gomma
  - Remo Ugolinelli - Johnny Stecchino
  - Gianni Zampagni - Una storia semplice
  - Alessandro Zanon - Il ladro di bambini
- 1993
  - Remo Ugolinelli - La scorta
  - Bruno Pupparo - Fiorile
  - Alessandro Zanon - Il grande cocomero
- 1994
  - Tullio Morganti - Sud
  - Benito Alchimede - Perdiamoci di vista
  - Franco Borni - Caro diario
- 1995
  - Alessandro Zanon - Lamerica
  - Mario Iaquone e Daghi Rondanini - L'amore molesto
  - Tullio Morganti - Senza pelle
- 1996
  - Giancarlo Laurenzi - Palermo Milano solo andata
  - Massimo Loffredi - L'uomo delle stelle
  - Alessandro Zanon - La seconda volta
- 1997
  - Tullio Morganti - Nirvana
  - Maurizio Argentieri - Il principe di Homburg
  - Gaetano Carito - Un inverno freddo freddo
  - Tiziano Crotti - Pianese Nunzio, 14 anni a maggio
  - Bruno Pupparo - La mia generazione
- 1998
  - Tullio Morganti - Ovosodo
  - Tullio Morganti - La vita è bella
  - Alessandro Zanon - Aprile
- 1999
  - Gaetano Carito - Radiofreccia
  - Amedeo Casati - Fuori dal mondo
  - Bruno Pupparo - Matrimoni

#### Anni 2000
- 2000
  - Maurizio Argentieri - Pane e tulipani
  - Tullio Morganti - Il dolce rumore della vita
  - Bruno Pupparo - Come te nessuno mai
- 2001
  - Gaetano Carito - L'ultimo bacio
  - Fulgenzio Ceccon - I cento passi
  - Alessandro Zanon - La stanza del figlio
- 2002
  - Remo Ugolinelli - Luce dei miei occhi
  - Gaetano Carito - Da zero a dieci
  - Tullio Morganti - Le parole di mio padre
- 2003
  - Andrea Giorgio Moser - El Alamein - La linea di fuoco
  - Maurizio Argentieri - Casomai
  - Gaetano Carito - Ricordati di me
  - Gaetano Carito - Velocità massima
  - Marco Grillo - La finestra di fronte
- 2004
  - Fulgenzio Ceccon - La meglio gioventù
  - Gaetano Carito - Buongiorno, notte
  - Mario Iaquone - Non ti muovere
  - Mauro Lazzaro - Io non ho paura
  - Miguel Polo - Che ne sarà di noi
- 2005
  - Alessandro Zanon - Le chiavi di casa
  - Mario Dallimonti - Alla luce del sole
  - Gaetano Carito e Pierpaolo Merafino - Manuale d'amore
  - Marco Grillo - Cuore sacro
  - Daghi Rondanini e Emanuele Cecere - Le conseguenze dell'amore
- 2006
  - Alessandro Zanon - Il caimano
  - Benito Alchimede, Maurizio Grassi - Notte prima degli esami
  - Gaetano Carito - Il mio miglior nemico
  - Mario Iaquone - Romanzo criminale
  - Bruno Pupparo - La bestia nel cuore
- 2007
  - Bruno Pupparo - Mio fratello è figlio unico
  - Mario Iaquone - Anche libero va bene
  - Pierre Yves Lavouè - Nuovomondo
  - Gilberto Martinelli - La sconosciuta
  - Marco Grillo - Saturno contro
- 2008
  - Alessandro Zanon - La ragazza del lago
  - Gaetano Carito - Caos calmo
  - François Musy - Giorni e nuvole
  - Bruno Pupparo - Bianco e nero
  - Remo Ugolinelli - La giusta distanza
- 2009
  - Maricetta Lombardo - Gomorra
  - Emanuele Cecere - Il divo
  - Marco Fiumara - Ex
  - Gaetano Carito, Marco Grillo, Bruno Pupparo - Italians
  - Bruno Pupparo - Si può fare

#### Anni 2010
- 2010
  - Carlo Missidenti - L'uomo che verrà
  - Faouzi Thabet - Baarìa
  - Bruno Pupparo - Genitori & figli - Agitare bene prima dell'uso
  - Mario Iaquone - La prima cosa bella
  - Gaetano Carito - Vincere
- 2011
  - Bruno Pupparo - La nostra vita
  - Mario Iaquone - 20 sigarette
  - Francesco Liotard - Basilicata coast to coast
  - Paolo Benvenuti e Simone Paolo Olivero - Le quattro volte
  - Gaetano Carito e Maricetta Lombardo - Noi credevamo
- 2012
  - Benito Alchimede e Brando Mosca - Cesare deve morire
  - Gilberto Martinelli - ACAB - All Cops Are Bastards
  - Alessandro Zanon - Habemus Papam
  - Fulgenzio Ceccon - Romanzo di una strage
  - Ray Cross e William Sarokin - This Must Be the Place
- 2013
  - Remo Ugolinelli e Alessandro Palmerini - Diaz - Don't Clean Up This Blood
  - Gaetano Carito - Bella addormentata
  - Fulgenzio Ceccon - Viva la libertà
  - Maricetta Lombardo - Reality
  - Gilberto Martinelli - La migliore offerta
- 2014
  - Roberto Mozzarelli - Il capitale umano
  - Maurizio Argenterie - Anni felici
  - Angelo Bonanni - Smetto quando voglio
  - Emanuele Cecere - La grande bellezza
  - Marco Grillo, Mirco Pantalla - Allacciate le cinture
- 2015
  - Stefano Campus - Anime nere
  - Remo Ugolinelli - Il nome del figlio
  - Gilberto Martinelli - Il ragazzo invisibile
  - Alessandro Zanon - Mia madre
  - Francesco Liotard - Torneranno i prati
- 2016
  - Angelo Bonanni - Non essere cattivo
  - Maricetta Lombardo - Il racconto dei racconti - Tale of Tales
  - Valentino Giannì - Lo chiamavano Jeeg Robot
  - Umberto Montesanti - Perfetti sconosciuti
  - Emanuele Cerere - Youth - La giovinezza (Youth)

### Miglior suono

#### Anni 2010
- 2017
  - Angelo Bonanni, Diego De Santis, Mirko Perri, Michele Mazzucco - Veloce come il vento
  - Gaetano Carito, Pierpaolo Lorenzo, Lilio Rosato, Roberto Cappanelli , Gianluca Basili - Fai bei sogni
  - Valentino Giannì, Fabio Conca, Omar Abouzaid, Sandro Rossi, Lilio Rosato, Francesco Cucinelli - Indivisibili
  - Alessandro Bianchi, Luca Novelli, Daniela Bassani, Fabrizio Quadroli, Gianni Pallotto - La pazza gioia
  - Filippo Porcari, Federica Ripani, Claudio Spinelli, Marco Marinelli, Massimo Marinelli - La stoffa dei sogni
- 2018
  - Adriano Di Lorenzo, Alberto Padoan, Marc Bastien, Éric Grattepain, Franco Piscopo - Nico, 1988
  - Giuseppe Tripodi, Florian Fèvre, Julien Pérez - A Ciambra
  - Lavinia Burcheri, Simone Costantino, Claudio Spinelli, Gianluca Basili, Sergio Basili, Antonio Tirinelli, Nadia Paone - Ammore e malavita
  - Andrea Cutillo, Timeline Studio, Giorgio Molfini - Gatta Cenerentola
  - Fabio Conca, Giuliano Marcaccini, Daniele De Angelis, Giuseppe D'Amato, Antonio Giannantonio, Dario Calvari, Alessandro Checcacci - Napoli velata
- 2019
  - Dogman
  - Capri-Revolution
  - Chiamami col tuo nome (Call Me by Your Name)
  - Lazzaro felice
  - Loro

#### Anni 2020
- 2020
  - Il primo re
  - 5 è il numero perfetto
  - Il traditore
  - Martin Eden
  - Pinocchio
- 2021
  - Volevo nascondermi
  - Favolacce
  - Hammamet
  - L'incredibile storia dell'Isola delle Rose
  - Miss Marx
- 2022
  - Gilberto Martinelli, Fabio Venturi, Francesco Vallocchia e Gianni Pallotto - Ennio
  - Xavier Lavorel, Pierre Collodin, Daniela Bassani e Maxence Ciekawy - Ariaferma
  - Emanuele Cecere, Francesco Sabez, Silvia Moraes, Mirko Perri e Michele Mazzucco - È stata la mano di Dio
  - Angelo Bonanni, Diego De Santis, Davide Favargiotti, Mirko Perri e Franco Piscopo - Freaks Out
  - Alessandro Zanon, Alessandro Palmerini, Silvia Moraes, Gianluca Gasparrini e Giancarlo Rutigliano - Qui rido io
- 2023[1]
  - Le otto montagne - Alessandro Palmerini, Alessandro Feletti, Marco Falloni
  - Esterno notte - Gaetano Carito, Lilio Rosato, Nadia Paone
  - Il signore delle formiche - Emanuele Cicconi, Mimmo Granata, Alberto Bernardi
  - La stranezza - Carlo Missidenti, Marta Billingsley, Gianni Pallotto
  - Nostalgia - Emanuele Cecere, Silvia Moraes, Giancarlo Rutigliano
- 2024[2]
  - Io capitano - Maricetta Lombardo, Daniela Bassani, Mirko Perri e Gianni Pallotto
  - C'è ancora domani - Filippo Porcari, Federica Ripani, Alessandro Feletti, Luca Anzellotti e Paolo Segat
  - Comandante - Valentino Gianni, Alessandro Feletti, Mirko Perri e Giancarlo Rutigliano
  - Il sol dell'avvenire - Alessandro Zanon, Marta Billingsley, Fabrizio Quadroli e Paolo Segat
  - La chimera - Xavier Lavorel, Marta Billingsley e Maxence Ciekawy
- 2025
  - Dana Farzanehpour, Hervé Guyader e Emmanuel de Boissieu – Vermiglio
  - Alessandro Palmerini, Marc Bastien, Vincent Grégorio e Franco Piscopo – Berlinguer - La grande ambizione
  - Emanuele Cicconi, Alessandro Feletti, Alessandro Giacco e Marco Falloni – Campo di battaglia
  - Xavier Lavorel, Daniela Bassani, Francois Wolf e Maxence Ciekawy – Gloria!
  - Emanuele Cecere, Silvia Moraes, Mirko Perri e Michele Mazzucco – Parthenope